# Allen B. DuMont
Allen Balcom DuMont, parfois écrit Du Mont (29 janvier 1901 – 14 novembre 1965) est un chercheur, ingénieur et inventeur américain passé à la postérité pour les améliorations décisives qu'il a apportées au tube cathodique et ses applications à la télévision (1931). Sept ans plus tard il commercialisa le premier téléviseur grand public. Au mois de juin 1938, son poste de télévision Model 180 fut le premier téléviseur commercial entièrement électronique, précédant de quelques mois le téléviseur RCA (avril 1939). En 1946, DuMont a créé la première chaîne de télévision officielle, DuMont Television Network, en câblant les émetteurs WABD (initiales de DuMont) à New York à ceux de W3XWT, la future station WTTG, à Washington, D.C. (WTTG est un hommage au Dr. Thomas T. Goldsmith, vice-président de la Recherche chez DuMont, et meilleur ami de l'inventeur). Les succès à la fois techniques et commerciaux de DuMont (dans le domaine de l'électronique, de la télétransmission ou de la publicité télévisée) en ont fait le premier millionnaire de la télé.

## Biographie

### Ses débuts
DuMont est né à New York, dans le quartier de Brooklyn. À l'âge de 10 ans, il fut victime d'une attaque de poliomyélite et fut mis en quarantaine dans l'appartement familial d'Eastern Parkway pendant pratiquement une année ; là, son père lui apportait régulièrement des livres et des journaux : le jeune DuMont développa ainsi un goût prononcé pour la science, et tout particulièrement pour la technique de la radiophonie sans-fil. Il apprit seul le code Morse.
Son père lui acheta un poste à galène, qu'il monta lui-même, et qu'il devait démonter et remonter plusieurs fois par la suite. À chaque remontage, il améliorait son récepteur et acheta enfin un émetteur, tandis que son père obtenait la permission de son bailleur pour monter une antenne émettrice haute de 10 m sur le toit de l'immeuble.
Convalescent, DuMont se mit à la natation pour récupérer plus vite l'usage de ses jambes. En 1914, sa famille déménagea à Montclair (New Jersey), dont l'auberge de jeunesse possédait une piscine ouverte toute l'année. Il termina ses études secondaires au lycée de Montclair en 1919, puis s'inscrivit au Rensselaer Polytechnic Institute à Troy (New York). Là, il devint membre du chapitre Alpha de la confrérie étudiante des « Theta Xi ».

### De la radiophonie à la télévision
En 1915, DuMont devint le plus jeune citoyen américain (14 ans) à obtenir le brevet de radioamateur commercial de première classe. L'été suivant, il travailla comme opérateur radio à bord d'un caboteur à vapeur reliant New York à Providence (Rhode Island). Été après été, il put par ce travail voyager aux Antilles, en Amérique Latine et, la guerre terminée, en Europe où, durant l'été 1922, il fut retenu plusieurs mois contre son gré à Copenhague à cause d'une grève de dockers.
Diplômé de l'Institut Rensselaer en 1924, DuMont travailla pour Westinghouse Lamp Company à Bloomfield (New Jersey), où on lui confia la production des tubes à lampe. Là, il parvint à porter la production quotidienne de 500 tubes à 50 000 tubes. Devant cet exploit, la direction décida de lui accorder une prime de 500 $, une petite augmentation ainsi que le « prix Westinghouse », créé spécialement pour l'occasion. Le prix Westinghouse est devenu par la suite une récompense universitaire destinée aux étudiants les plus méritants dans le domaine scientifique (et se prolonge aujourd'hui sous le nom de prix Intel Science Talent Search).
Dès 1928, DuMont cherchait à évoluer professionnellement et il reçut une offre d'emploi du Dr. Lee De Forest, pionnier de la radiotechnique qui avait breveté l’audion, un amplificateur vocal adapté aux récepteurs radio. De Forest, en tant qu'inventeur, avait eu jusque-là une carrière en pointillés, et avait fait faillite à plusieurs reprises. DuMont fut nommé vice-président et directeur de la production des tubes à lampe. Il modernisa entièrement l'usine en investissant dans de nouvelles machines : « ...une colleuse à haute fréquence, une plieuse et une un poste de soudure automatiques, une marqueuse, une machine à découper les fils, et plusieurs machines de tests pour les lampes et les plots. » Ainsi, la production quotidienne de l'usine passa à 30 000 tubes.
Puis De Forest racheta le système de télévision électromécanique de C. Francis Jenkins, et DuMont se consacra aux premières transmissions télévisées entre l'émetteur W2XCD de Passaic. Il prit conscience que pour obtenir des images nettes, il fallait, en exploitant la rémanence rétinienne, balayer rapidement et régulièrement l'écran avec un faisceau d'électrons, et donc utiliser des tubes cathodiques présentant des performances particulières. DuMont proposa à De Forest d'investir dans le développement de tubes cathodiques améliorés mais ce dernier, en butte à ses actionnaires, ne donna pas suite. DuMont démissionna au moment même où De Forest vendait son usine de récepteurs radio à David Sarnoff de RCA.

### Le tube cathodique et l'oscillographe

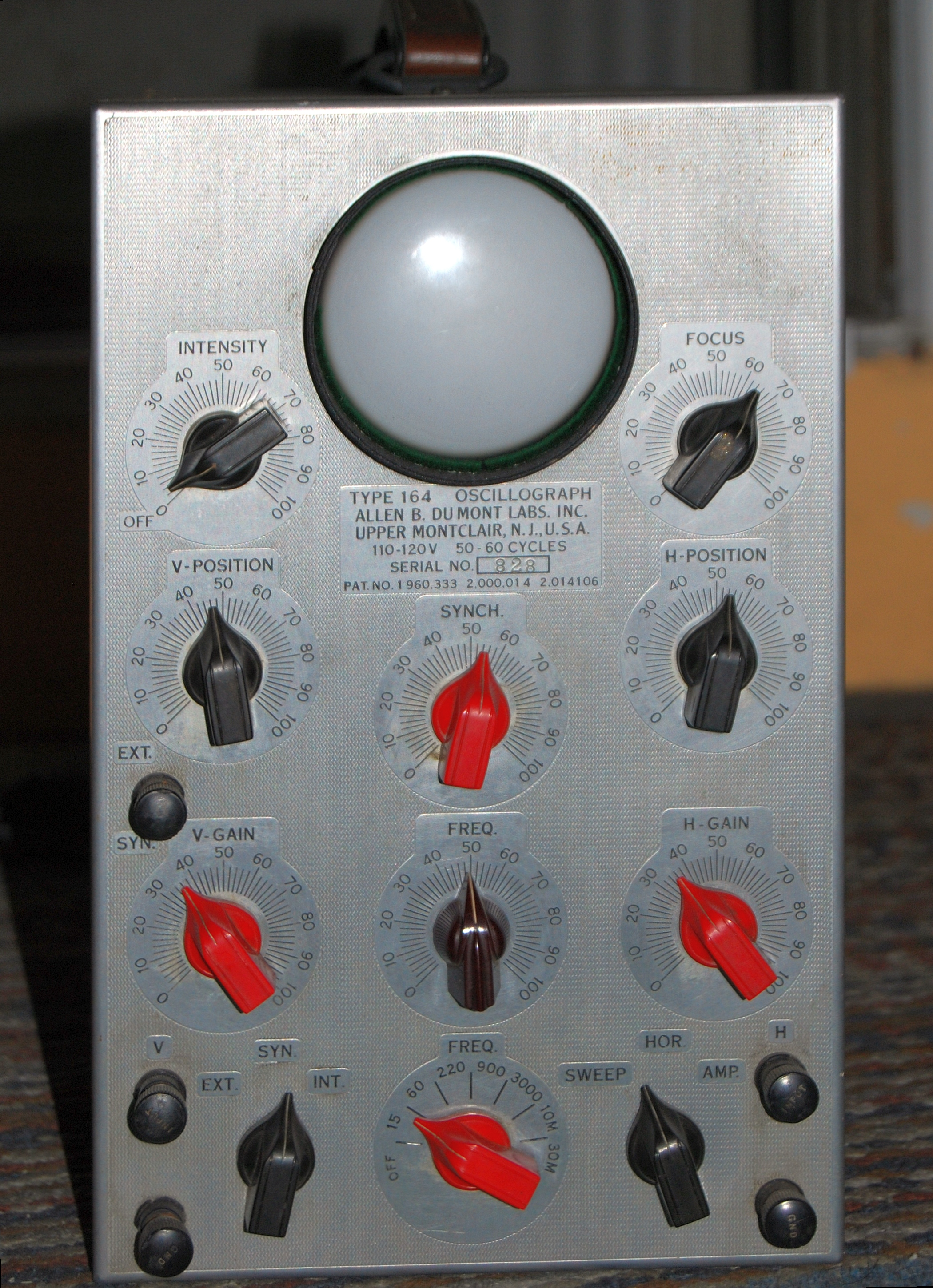
L'oscillographe DuMont 164 (1939-40) fut l'un des premiers instruments réellement polyvalents.

DuMont avait mis au point une version améliorée du tube cathodique : à la fois de fabrication moins onéreuse, et plus solide que les tubes allemands de l’époque (ces composants d'importation n’avaient alors pas plus de 30 heures de longévité). L’invention de DuMont rendit possible la commercialisation de récepteurs de télévision grand public,. Il mit sur pied sa propre société, DuMont Laboratories, au rez-de-chaussée de sa maison d'Upper Montclair, où il fabriquait des tubes cathodiques longue-durée. En 1931, il vendit ses deux premiers tubes aux laboratoires de deux lycées pour 35 dollars l'unité.
La position dominante de DuMont sur le marché des tubes cathodiques le mettait à porter d’employer ces composants pour doter les instruments de mesure d’écrans d’affichage : c’est ainsi qu’il se mit à fabriquer des oscilloscopes. La production d’oscilloscopes se concentra d’abord dans ses laboratoires d’Upper Montclair, dans le New Jersey, mais le manque d'espace le poussa à délocaliser la fabrication à Passaic en 1934. Quoiqu’il ne fût pas l’inventeur de l’oscilloscope, DuMont conçut et produisit en série des oscilloscopes de qualité (qu'il appelait, lui, « oscillographes ») destinés à tous les types de laboratoire, depuis les centres de réparation aux bureaux de recherche. Dès les années 1940, DuMont s’était imposé comme le leader du marché des oscilloscopes. DuMont fut l’un des premiers à mettre au point des oscilloscopes à seuil de déclenchement, grâce à une lampe à vide particulière, le thyratron (un précurseur à grille des redresseurs au silicium, ou SCR). Ce composant permettait de visualiser sur l’écran de l'oscilloscope la trace du niveau de signal sélectionné, de régler la fréquence de balayage du tube cathodique et donnait une meilleure résolution à l’écran. C'était un déclenchement par synchronisation en fréquence, favorisant la stabilité de l'affichage.
Les profits engrangés dans la vente de ses oscillographes furent réinvestis dans la télévision et sa chaîne DuMont TV ; malheureusement, le temps consacré à la télé sonna le glas de sa domination sur le marché des oscillographes : en 1947 , un nouveau fabricant, Tektronix, mit sur le marché un oscilloscope à balayage réglable, le model 511 Time Base Trigger and Sweep Oscilloscope, pour seulement 795 dollars. Le point fort de cet appareil était la conversion de fréquence en période de balayage : pour des signaux d’enveloppe complexe, il est plus facile pour un utilisateur de raisonner en termes de temps d’acquisition qu'en termes de fréquence d’échantillonnage. On rapporte qu'Allen DuMont a découvert les performances du model 511 de Tektronix lors d’un salon d'électronique et qu’après l’avoir essayé, il confia à Howard Vollum et Jack Murdock, les deux cofondateurs de Tektronix, que cet appareil était trop cher et qu’ils seraient chanceux s’ils arrivaient à en vendre un seul ; mais Tektronix évinça DuMont du marché des oscilloscopes et le déclencheur temporisé et le balayage réglable de Tektronix s'imposèrent comme la norme dès les années 1950.
Lorsque la Sté Fairchild racheta les Laboratoires DuMont en 1960, ses oscilloscopes était encore de marque DuMont. Allen DuMont devint le directeur général de la « Division DuMont » du groupe, et conserva ce poste jusqu'à sa mort en 1965 ; mais tous les oscilloscopes DuMont produits à partir de la fin des années 1950, c’est-à-dire depuis le rachat par Fairchild, utilisaient un déclencheur temporisé et le procédé de balayage Tektronix. La série d’oscilloscopes DuMont continua d’être commercialisée jusque dans les années 1980.

### Autres découvertes
En 1932, DuMont proposa au United States Army Signal Corps de Fort Monmouth (New Jersey) un instrument détecteur de navires fondé sur l'analyse des distorsions d'ondes radio et leur affichage sur un écran rafraîchi par un tube cathodique : il s'agissait, en somme, d’une forme de radar : mais les militaires exigèrent qu’il ne fasse pas breveter ses prototypes afin d'en conserver l’exclusivité, et c’est la raison pour laquelle DuMont n’est pratiquement jamais cité comme inventeur du radar. Au cours des premières années de la seconde guerre mondiale, DuMont bénéficia de commandes spéciales du gouvernement américain concernant des écrans cathodiques de 91 cm : ces écrans seront utilisés par les chercheurs du Projet Manhattan pour suivre la trajectoire d’électrons accelés[Quoi ?].

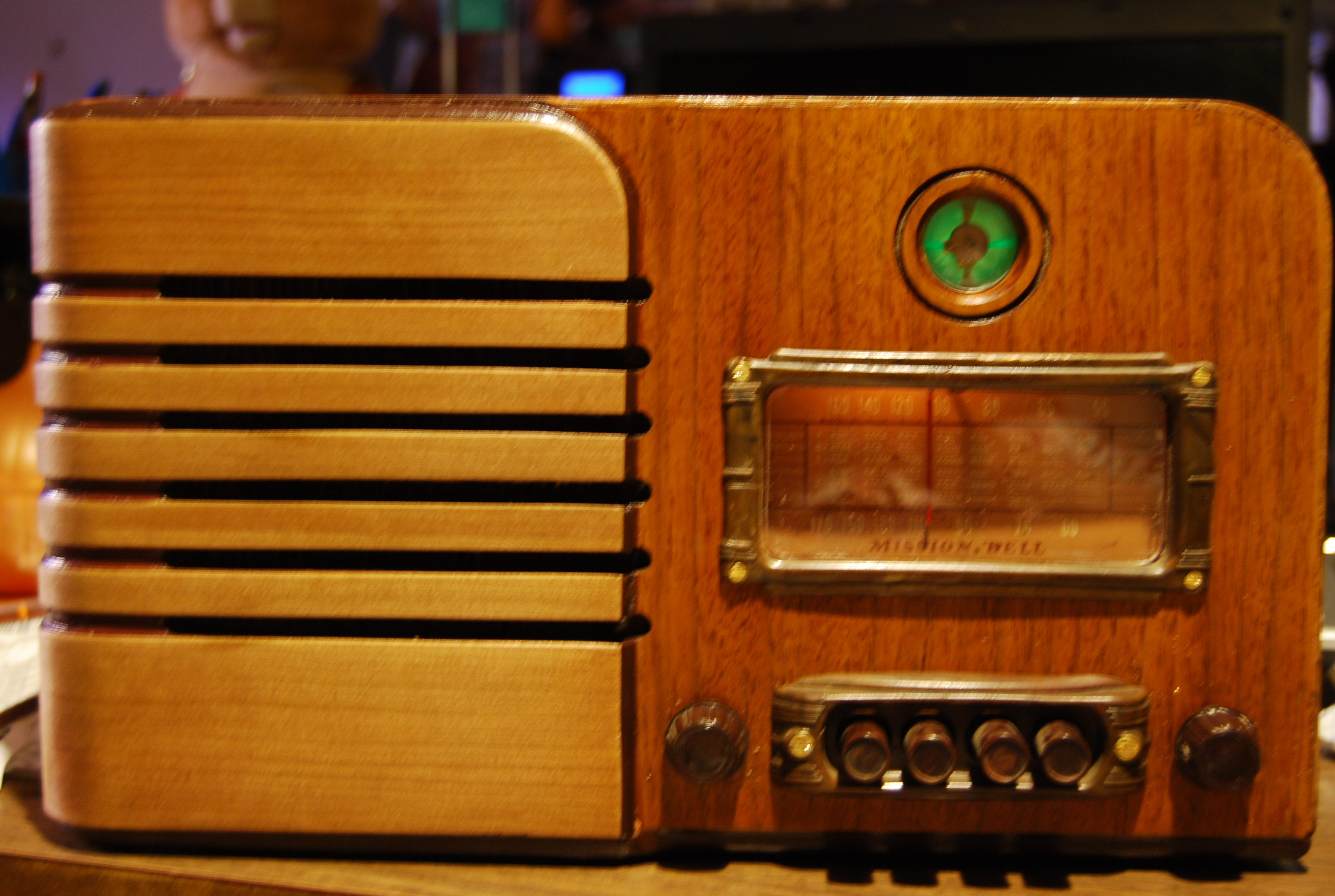
Œil magique (en vert vif) d'un poste radio Mission Bell Model 410 (1939).

En 1932 DuMont inventa un tube à lampe très particulier : l’œil magique, indicateur visuel d'accord et de qualité de réception destiné aux postes radio, et ancêtre du VU-mètre équipant les magnétophones. Dans les années 1930, la fabrication de galvanomètres était encore onéreuse en main d’œuvre, de sorte que cet œil magique offrait aux fabricants une alternative rentable et un moyen d'équiper leurs postes radio d'un indicateur jusque-là réservé aux appareils haut-de-gamme. L'accueil du public fut enthousiaste, car ce composant électronique semblait doter la machine d’une vie intérieure. DuMont publia une description de son information l’année suivante. Il revendit ses droits à RCA pour 20 000 $ afin de pouvoir investir dans de nouveaux projets.
Au cours des années 1940 et 1950, les télés noir-et-blanc DuMont étaient considérées comme les plus nettes et les plus solides. Plusieurs de ces postes incorporaient un récepteur radio AM/FM radio et un magnétophone.
DuMont revendit son usine de téléviseurs à Emerson Radio en 1958, et le reste de sa société à Fairchild Camera en 1960. Fairchild s’imposa par la suite comme un leader du marché des circuits intégrés à semi-conducteurs. Robert Noyce, le cofondateur d’Intel, avait travaillé à ses débuts chez DuMont comme ingénieur.
DuMont fut le premier à subventionner des programmes éducatifs pour la télévision. Il a été récompensé à de nombreuses reprises : chevalier de la Légion d'honneur par la France, prix Horatio Alger, prix Westinghouse et médaille DeForest. Il a déposé au total plus de 30 brevets sur les tubes cathodiques et la télévision.
DuMont était un amateur de voile : il a participé à plusieurs régates à bord de son voilier, le Hurricane III. Sa femme Ethel et ses deux enfants, Allen Jr. et Yvonne, lui ont survécu. Le centre de recherche sur la télédiffusion de l'Université d'État de Montclair, qui produit des émissions pour NJTV (autrefois New Jersey Network), porte son nom.